# Hogna adjacens
Hogna adjacens är en spindelart som beskrevs av Roewer 1959. Hogna adjacens ingår i släktet Hogna och familjen vargspindlar. Inga underarter finns listade i Catalogue of Life.